# 長部村
長部村（おさべむら）は、愛知県八名郡にかつてあった村。
現在の新城市の一部（八名井・一鍬田・庭野など）に該当する。

## 歴史
- 1889年（明治22年）10月1日 - 八名井村、一鍬田村、庭野村が合併し、長部村が発足。
- 1906年（明治39年）7月1日 - 富岡村と合併し、八名村発足。同日長部村は廃止。